# Le tribolazioni del filosofare
Le tribolazioni del filosofare - Comedia metaphysica ne la quale si tratta de li errori & de le pene de l'Infero è un poema filosofico scritto e commentato da Achille Varzi e Claudio Calosi e pubblicato dalla casa editrice Laterza nel 2014. La paternità del poema è comprovata benché nel volume a stampa gli autori fingano di averne rinvenuto il manoscritto autografo, senza indicazione di data o luogo di composizione, e di averlo semplicemente trascritto aggiungendo in calce le proprie annotazioni. Nell'Introduzione al volume gli autori dichiarano di avere reperito anche un secondo componimento, al momento ancora inedito, intitolato Le beatitudini del filosofare - Comedia metaphysica ne la quale si tratta de le virtù & de li premi de l'Empireo.

## Contenuti
Il poema, composto interamente in terzine incatenate di versi endecasillabi, in volgare toscano, è suddiviso in ventotto canti (sette dei quali "incompleti" e altri sei "non pervenuti") e narra in prima persona del viaggio di un Poeta non meglio specificato attraverso il buio inferno dell'intelletto, sotto la guida di Socrate, alla ricerca di una via d'uscita dalla "palude" nella quale le sue ricerche filosofiche l'avrebbero condotto. 
L'inferno, o "Infero", è strutturato in una serie di cerchi concentrici che si succedono verso un abisso sempre più profondo, ciascuno dei quali rappresenta una posizione filosofica giudicata erronea ed è popolato da quei pensatori che se ne sarebbero macchiati nel corso della storia. A ogni "errore" corrisponde una "pena" per contrappasso che coloro sono costretti a scontare per l'eternità, e il Poeta si dilunga nella descrizione dell'uno come dell'altra. Durante il percorso il Poeta sviluppa poco per volta una concezione di stampo nominalista, e il Canto finale descrive il luogo all'uscita dall'Infero come un "diserto illuminato", simbolo di una metafisica "scarna" e "aperta a ogni possibilità".
L'opera presenta evidenti affinità, sul piano dello stile come su quello dell'architettura complessiva, con l'Inferno della Divina Commedia di Dante Alighieri.

## Incipit
«L'Amor è il primo mobile, il principio

a penetrar le cose, la lor trama,

la lor natura, il fine, il loro incipio.
Ma luce o perdizione quel che s'ama 

nasconde in onne cosa ch'è presente: 

abisso e stelle stesso foco chiama.»

## Struttura
Canto I, overo Proemio 

Canto II, overo del Filosofare

Canto III, overo del Convincimento

Canto IV, overo del Vestibolo de l'Infero & del gran numero de' Pusillanimi

Canto V, overo del primo Cerchio de l'Infero, luogo de' Poveri di categorie

Canto VI, overo del secondo Cerchio, nel Girone de li Sprovveduti fedeli ai sensi 

Canto VII, overo ancora del secondo Cerchio, nel Girone de li Sprovveduti fedeli al linguaggio 

Canto VIII, overo ancora del secondo Cerchio, nel Girone de li Sprovveduti fedeli a' miti facili [incompleto]

Canto IX, overo de la Jungla, luogo de' Lussuriosi [incompleto]

Canto X, overo del terzo Cerchio, nel Girone de' Realisti ne li universali

Canto XI, overo ancora del terzo Cerchio, nel Girone de' Realisti ne li enti astratti

Canto XII, overo ancora del terzo Cerchio, ne' tre Gironi de' Realisti ne' livelli del reale, ne la sua struttura robusta, & ne' valori

Canto XIII, overo del quarto Cerchio, luogo de li Scettici

Canto XIV, overo del quinto Cerchio, ne la Zona de l'Irrealisti che sono idealisti [incompleto]

Canto XV, overo ancora del quinto Cerchio, ne la Zona de l'Irrealisti che son relativisti [mancante]

Canto XVI, overo ancora del quinto Cerchio, ne la Zona de l'Irrealisti che son prammatisti [mancante]

Canto XVII, overo de la Ripa discoscesa, luogo de' Nihilisti, e del sesto Cerchio, luogo de li Esistenzialisti [incompleto]

Canto XVIII, overo del settimo Cerchio, nel Girone de' Dualisti del mentale

Canto XIX, overo ancora del settimo Cerchio, nel Girone de' Dualisti del materiale

Canto XX, overo del Rivo cangiante, luogo de' Timorosi del mutamento

Canto XXI, overo de l'ottavo Cerchio, ne le due Zone de li Accidiosi che son Avversi al possibile & Deterministi [incompleto]

Canto XXII, overo ancora de l'ottavo Cerchio, ne le due Zone de li Accidiosi che son Fatalisti & Irresponsabili [mancante]

Canto XXIII, overo del Pozzo de' Nani, luogo de' Superbi & Falsi sapienti [incompleto]

Canto XXIV, overo del nono Cerchio, ne le due Bolge de li Ignoranti de la storia & de le scienze [mancante]

Canto XXV, overo ancora del nono Cerchio, ne la Bolgia de li Ignoranti de la logica [mancante]

Canto XXVI, overo del decimo Cerchio, ne le due Bolge de' Fraudolenti adulatori & plagiatori [mancante]

Canto XXVII, overo ancora del decimo Cerchio, ne la Bolgia infima de' Fraudolenti cialtroni [incompleto]

Canto XXVIII, overo de l'Uscita

## Curiosità
L'opera consta complessivamente di 3059 endecasillabi.
I canti che la compongono sono di lunghezza variabile: il più lungo, tra quelli integrali, è il XX (229 versi); il più corto è il III (106).
Gli autori dichiarano che il manoscritto del poema consta di 121 carte complessive e che la titolazione dell'opera sulla carta di guardia, così come i sottotitoli e l'indice titolato dei singoli canti, appaiono posticci. Il numero 121 ha numerose proprietà matematiche, tra cui quella di essere un numero stellato. 
Sin dai primi canti il poema traspira di pensieri, osservazioni, frammenti di saggezza che sembrano trascendere lo spazio e il tempo della cultura medievale a cui apparterrebbe, e i versi del Poeta richiamano idee filosofiche che molti di noi conoscono soltanto attraverso l'opera di autori moderni, se non addirittura contemporanei: da Galileo a Elisabetta di Boemia, da Hume a Leopardi, da Kant a Wittgenstein. Anche tra i personaggi che il Poeta incontra nel suo peregrinare, o ai quali si fa diversamente riferimento nel corso del poema, accanto ai classici dell'antichità e del medioevo ve ne sono alcuni che richiamano alla mente figure storiche vissute in varie epoche successive, come ampiamente documentato nelle note al testo. Tuttavia non esiste un singolo passo del poema nel quale si faccia riferimento in modo chiaro e inequivocabile ad autori post-medievali. "Per quanto ci è dato di sapere, tutte quelle che sembrano citazioni o allusioni a tali autori potrebbero essere vere e proprie anticipazioni, a testimonianza del formidabile vigore intellettuale del Poeta. Ovvero il Poeta potrebbe davvero aver effettuato il viaggio meraviglioso di cui egli narra, incontrando figure appartenenti al suo passato e alla sua contemporaneità accanto a figure ancora a venire."

## Edizioni
- Achille Varzi, Claudio Calosi, Le tribolazioni del filosofare - Comedia metaphysica ne la quale si tratta de li errori & de le pene de l'Infero, Collana I Robinson, Roma-Bari, Laterza, 2014,  pp. xxxix + 269, ISBN 9788858110898.